# Ліцензування навчальних закладів
Ліцензування — засіб державного регулювання провадження видів господарської діяльності, що підлягають ліцензуванню, спрямований на забезпечення реалізації єдиної державної політики у сфері ліцензування, захист економічних і соціальних інтересів держави, суспільства та окремих споживачів.
Відповідно до Закону України «Про ліцензування видів господарської діяльності» [Архівовано 2 червня 2017 у Wayback Machine.] ліцензуванню підлягає освітня діяльність закладів освіти
- освітня діяльність у сфері вищої освіти — діяльність вищих навчальних закладів і наукових установ, що провадиться з метою підготовки здобувачів вищої освіти на певних рівнях вищої освіти за певними спеціальностями (в тому числі за переліком спеціальностей, затвердженим Кабінетом Міністрів України; за програмами іноземних навчальних закладів (крім освітньої діяльності, що провадиться за акредитованими програмами вищих навчальних закладів держав — членів Європейського Союзу, аналогічними акредитованим спеціальностям відповідного навчального закладу); вищих духовних навчальних закладів із спеціальності «Богослов'я»; навчальних закладів іноземних держав або їх структурних підрозділів (філій), що утворюються і функціонують на території України, незалежно від виду такої діяльності;
- освітня діяльність у сфері дошкільної освіти — діяльність дошкільних навчальних закладів незалежно від типу і форми власності, які забезпечують розвиток дітей дошкільного віку, корекцію психологічного і фізичного розвитку таких дітей;
- освітня діяльність у сфері загальної середньої освіти — діяльність загальноосвітніх навчальних закладів незалежно від типу і форми власності, які забезпечують реалізацію права громадян на отримання загальної середньої освіти (початкової загальної освіти, базової загальної середньої освіти, повної загальної середньої освіти), корекцію психологічного і фізичного розвитку дітей шкільного віку;
- освітня діяльність у сфері професійно-технічної освіти — діяльність професійно-технічних навчальних закладів незалежно від типу і форми власності, що провадиться з метою підготовки (у тому числі первинної професійної підготовки та професійно-технічного навчання) здобувачів професійно-технічної освіти, перепідготовки та/або підвищення їх кваліфікації за професіями, які включені до Національного класифікатора професій ДК 003:2010; за програмами іноземних навчальних закладів, а також професійних (професійно-технічних) навчальних закладів іноземних держав або їх структурних підрозділів (філій), що утворюються і функціонують на території України, незалежно від виду такої діяльності.

Ліцензування освітньої діяльності закладів освіти здійснюється відповідно до Ліцензійних умов провадження освітньої діяльності закладів освіти. [Архівовано 23 лютого 2017 у Wayback Machine.]